# Vélia Spurinna
Vélia Spurinna ou Velcha est une femme étrusque, originaire de Tarquinia, ayant probablement vécu vers la fin du IVe siècle av. J.-C.

## Histoire
Nièce de Velthur le Grand, qui avait commandé deux armées contre Syracuse, et de Ravnthu Thefrinai, elle était la sœur de Avle, le héros de Tarquinia qui affronta Rome et en fut victorieux. Elle appartenait à la famille des Spurinna, et elle épousa Arnth Velcha, qui appartenait à une famille aristocratique de magistrats de haut rang puisque ceux-ci avaient le droit d’être escortés par des licteurs porteurs de faisceaux et de la double hache qui, d’abord à Tarquinia puis à Rome, furent le plus grand symbole du pouvoir. 
Nous connaissons l’aspect des Velcha puisque plusieurs d’entre eux furent peints sur les parois de leur grande tombe, celle des Scudi (Tombe des Boucliers), prenant son nom des armes qui sont représentées sur l’une de ses fresques. Entre autres apparaissent les parents de Arnth qui, allongés sur le lit des convives devant une table dressée, échangent l’œuf de la fertilité éternelle tandis qu’une jeune servante agite au-dessus d’eux un éventail de feuilles et de plumes. Arnth et son frère Vel, enveloppés dans leur manteau, sont, eux, représentés debout près d’une porte. 
Vélia, en se mariant, prit le nom des Velcha, d'où son nom de Vélia, qui en est une des transcriptions. Elle est cependant représentée dans la tombe des Spurinna, dite Tombe « de l’Ogre » (en italien : Tomba dell'Orco), parce que, derrière la jeune femme, se tient une créature infernale et monstrueuse, Charun, le nocher des âmes chez les Étrusques.

## Sources
- Voir lien externe